# Agristo
Agristo N.V. est une entreprise agroalimentaire belge, spécialisée dans la fabrication de produits surgelés de pommes de terre. Les frites sont le principal produit.
Le siège de la société est situé à Harelbeke-Hulste (Flandre-Occidentale), d'autres installations de production se trouvent à Nazareth (Flandre-Orientale) et dans la ville néerlandaise de Tilbourg.

## Histoire
La société Agristo a été fondée en 1985 par Antoon Wallays et Luc Raes.
Ce dernier est le président de l'Association européenne des transformateurs de pommes de terre (EUPPA), dont Agristo est l'un des membres.
La production a commencé en 1987 avec 20 000 tonnes par an.
En 2001, Agristo crée une usine à Tilbourg (Pays-Bas).
En 2011, Agristo acquiert toutes les actions de Willequet NV qui est un partenaire depuis plusieurs années et exploite une usine à Nazareth (Flandre-Orientale).
En 2012, un nouvel entrepôt frigorifique automatique d'une capacité de plus de 25 000 europalettes est construit sur le site de Tilbourg.

## Produits

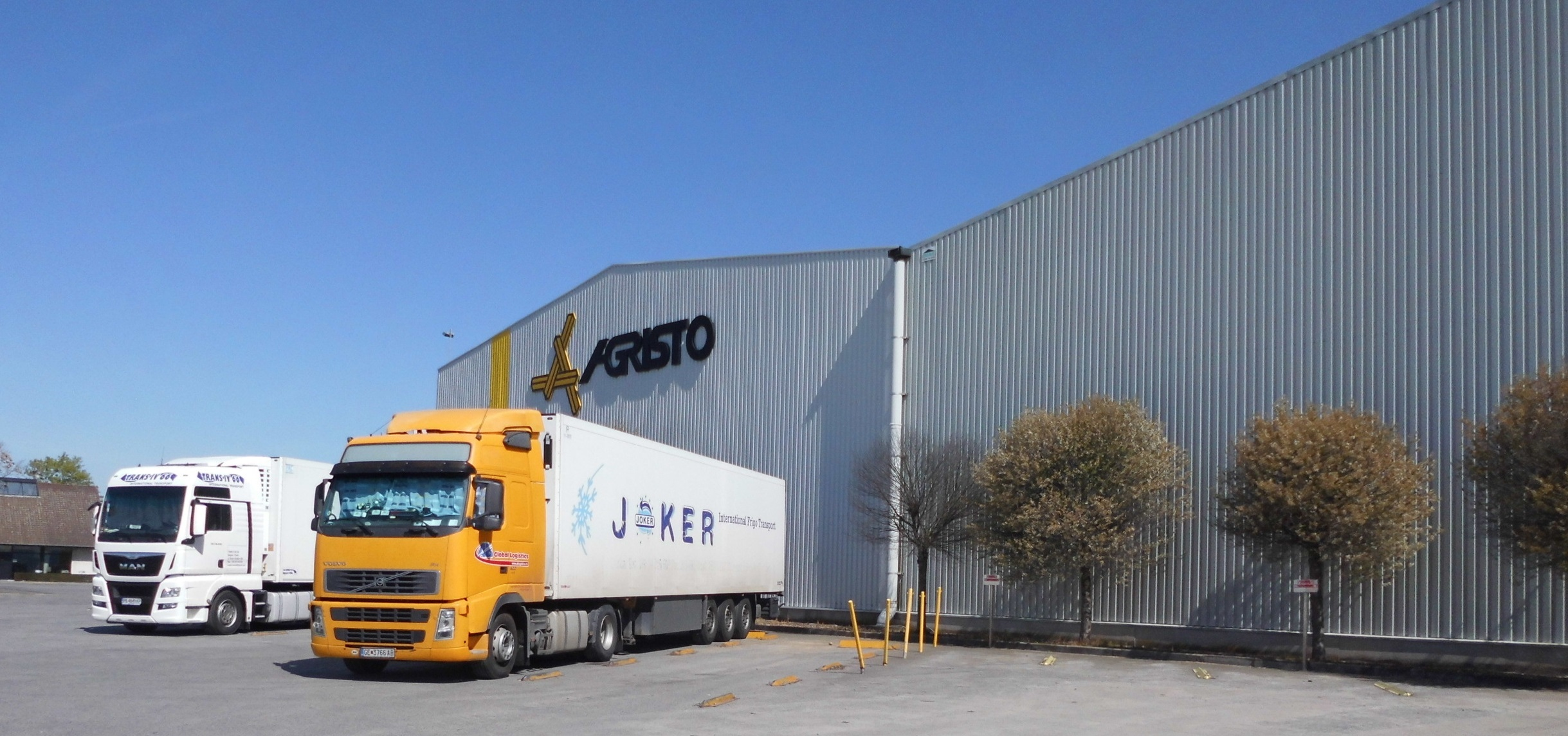

Agristo commercialise environ les trois quarts sous marque de distributeur pour les supermarchés, les traiteurs, les chaînes de restauration rapide et de l'industrie agro-alimentaire, et le reste sous ses propres marques, Agristo et Maestro.
L'entreprise exporte vers plus de 80 pays dans le monde, les principaux marchés sont la France et le Royaume-Uni.
En 2014, la capacité de traitement s'élève à 350 000 tonnes de pommes de terre, pour 185 000 tonnes de produits finis, avec quelque 150 types de coupe différents.
Cela correspond à une part de marché de 10 % environ de la production de frites en Belgique.
La matière première provient pour moitié de contrats avec environ 300 agriculteurs en Belgique.
En 2009, l'effectif du personnel s'élevait à 150 employés, et le chiffre d'affaires annuel à 110 millions d'euros, après l'acquisition de Willequet, l'effectif est passé à 350 employés et le chiffre d'affaires à 208 millions d'euros.